# Оніда (Південна Дакота)
Оніда (англ. Onida) — місто (англ. city) в США, в окрузі Саллі штату Південна Дакота. Населення — 666 осіб (2020).

## Географія
Оніда розташована за координатами 44°42′16″ пн. ш. 100°4′4″ зх. д. / 44.70444° пн. ш. 100.06778° зх. д. (44.704466, -100.067662).  За даними Бюро перепису населення США в 2010 році місто мало площу 1,65 км², уся площа — суходіл. В 2017 році площа становила 1,74 км², уся площа — суходіл.

## Демографія
Згідно з переписом 2010 року, у місті мешкало 658 осіб у 280 домогосподарствах у складі 186 родин. Густота населення становила 398 осіб/км².  Було 331 помешкання (200/км²).
Расовий склад населення:
| - 95,4 % — білих - 1,8 % — корінних американців |

До двох чи більше рас належало 2,7 %. Частка іспаномовних становила 0,8 % від усіх жителів.
За віковим діапазоном населення розподілялося таким чином: 25,8 % — особи молодші 18 років, 57,2 % — особи у віці 18—64 років, 17,0 % — особи у віці 65 років та старші. Медіана віку мешканця становила 42,7 року. На 100 осіб жіночої статі у місті припадало 115,0 чоловіків;  на 100 жінок у віці від 18 років та старших — 107,7 чоловіків також старших 18 років.
Середній дохід на одне домашнє господарство  становив 81 030 доларів США (медіана — 58 750), а середній дохід на одну сім'ю — 94 300 доларів (медіана — 70 500). Медіана доходів становила 47 000 доларів для чоловіків та 39 750 доларів для жінок. За межею бідності перебувало 4,7 % осіб, у тому числі 1,5 % дітей у віці до 18 років та 4,6 % осіб у віці 65 років та старших.
Цивільне працевлаштоване населення становило 425 осіб. Основні галузі зайнятості: сільське господарство, лісництво, риболовля — 25,6 %, роздрібна торгівля — 15,5 %, освіта, охорона здоров'я та соціальна допомога — 15,1 %.